# Higashimatsushima
Higashimatsushima (jap. 東松島市 Higashi-Matsushima-shi) ist eine Stadt in der Präfektur Miyagi auf Honshū, der Hauptinsel von Japan.

## Geographie

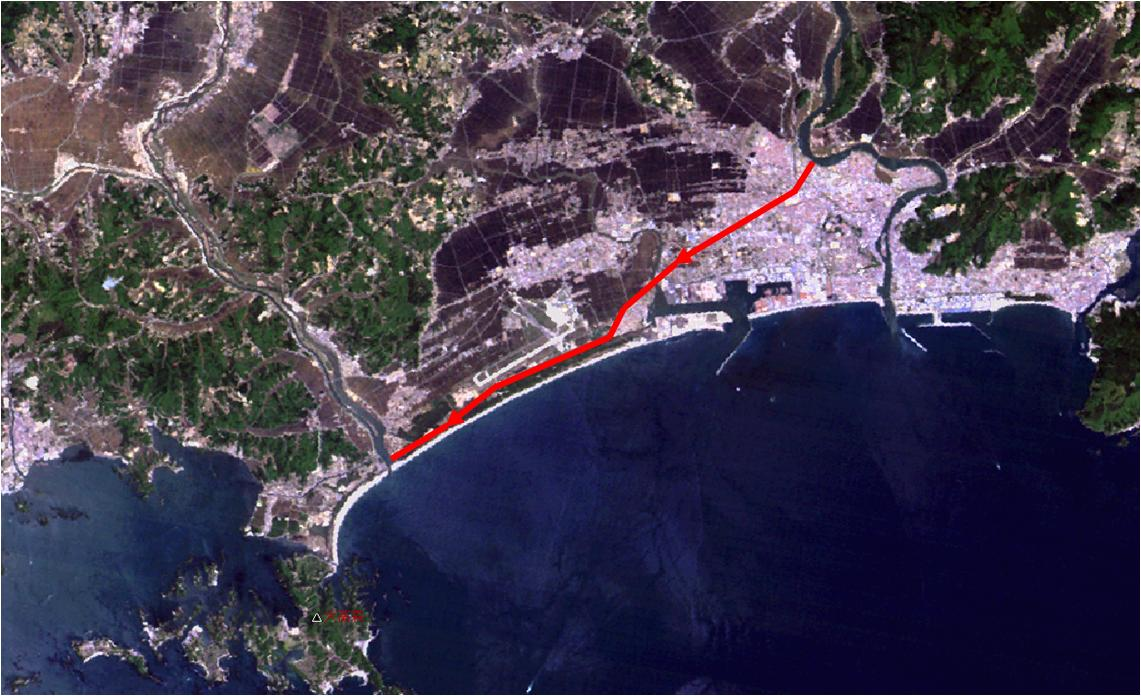
Küstenbereich von Higashimatsushima (linke Bildhälfte) und Ishinomaki (rechte Bildhälfte) mit dem Kitakami-Kanal (北上運河) (rot markiert). Im Süden ist die Insel Miyato-jima zu sehen (links unten im Bild).

Higashimatsushima liegt südlich von Ishinomaki und nördlich von Sendai an der Sendai-Bucht des Pazifischen Ozeans. Zur Gemeinde gehört die bewohnte Insel Miyato-jima.
Higashimatsushima liegt in der Übergangszone zwischen weit steiler ansteigendem Terrain im Norden und der ausgedehnten, tief gelegenen Sendai-Ebene im Süden.
Die küstennahe Zone an der Bucht von Ishinomaki teilt sich politisch auf die Gemeinden Higashimatsushima und Ishinomaki auf und kombiniert eine Vielzahl von Landnutzungszonen einschließlich urbaner und industrieller Gebiete, Wohngebiete und ländlicher Gebiete. Neben dem Militärflughafen Matsushima (松島基地) in Higashimatsushima befinden sich dort ein Handelshafen und ein Fischereihafen. Die lokale Wirtschaft gründet sich vornehmlich auf Fischerei, Fischereiproduktindustrie und Landwirtschaft.
Die geomorphologische Beschaffenheit der Bucht von Ishinomaki macht das Gebiet besonders anfällig für Tsunami-Ereignisse, da es sich um eine Flachküste handelt, die von den beiden Buchten von Ishinomaki und von Matsushima umgeben ist, welche beide flach sind und sich durch einen relativ ebenen (glatten) Meeresboden auszeichnen. Das Gebiet verfügt über ein ausgedehntes hydrographisches Netzwerk, das aus den Flüssen Kitakami (北上川, in Ishinomaki), Jo (定 川, zwischen Ishinomaki und Higashimatsushima) und Naruse (鳴瀬川, in Higashimatsushima) besteht, die mit Kanälen verbunden sind. Der Hügel Hiyoriyama (日和山, in Ishinomaki) und die örtlichen Küstenwälder sind die einzigen natürlichen Barrieren für Tsunamiwellen im von Tsunamis bedrohten Gebiet.

## Geschichte
Die Stadt Higashimatsushima entstand am 1. April 2005 aus dem Zusammenschluss der Gemeinden Yamoto (矢本町, -machi) und Naruse (鳴瀬町, -machi) im Landkreis Monō.

## Tōhoku-Erdbeben und -Tsunami 2011

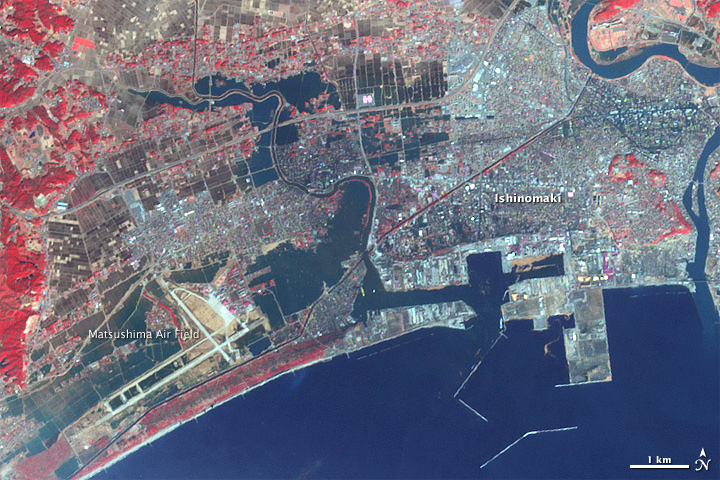
Tsunamiüberflutungen in Higashimatsushima (Mitte der linken Bildhälfte), das Matsushima Air Field (darunter) und Ishinomaki (rechte Bildhälfte).
Satellitenbilder in Falschfarbendarstellung: Wasser oder Schlammwasser ist blau/dunkelblau, vegetationsbedecktes Land ist rot, offenliegener Boden oder Brachland ist braun/beige-brown und städtisch versiegelte Flächen oder Gebäude sind silber/blaugrau dargestellt.

### Ausmaß von Überflutung und Schäden
Am 11. März 2011 wurde die Stadt vom Tōhoku-Erdbeben und dem darauffolgenden Tsunami getroffen. Es brachen Brände aus und eine Hälfte der Stadt stand unter Wasser. Flüsse und Kanäle in der Ebene trugen zur Erweiterung des Überflutungsgebietes bei. Mehr als 5500 Wohnhäuser wurden völlig und über 5500 weitere teilweise zerstört.
Viele Menschen starben Medienangaben zufolge aufgrund von Unterkühlung, da die Katastrophe die Elektrizitäts- und Gasversorgung unterbrochen hatte, die in der Winterzeit üblicherweise die Wohnraumbeheizung gewährleistete.
Schiffe, wie die Chokai Maru (鳥海丸), ein rund 50 Meter langes und auf 2000 Tonnen geschätztes Fischereischulungsschiff der Kamo Fisheries High School (加茂水産高校) aus Tsuruoka (鶴岡市) in der Präfektur Yamagata, wurden vom Tsunami über den Hafendamm gehoben und in bewohnte Viertel von Higashimatsushima oder Ishinomaki gespült.
Die JR-East-Senseki-Linie erlitt große Schäden. Schienenwege und Eisenbahnwaggons wurden vom bis zu 3,7 Meter hohen Tsunami fortgespült. Zwei Züge der Senseki-Linie, die Sendai und Ishinomaki verband und täglich mit rund 200 Zügen Berufspendler und Schulgänger beförderte, fuhren zum Zeitpunkt des Erdbebens in dieser Gegend, von denen einer zur Station Aoba-Dori Station unterwegs war. Die Passagiere folgten den Anweisungen des Fahrpersonals zur Evakuierung in die Grundschule Nobiru, die das nächstgelegene Evakuierungsgebäude war, doch erreichte der Tsunami diese Grundschule (Tōna-Nobiru). Unmittelbar darauf entgleiste der Zug durch den Tsunami, drehte sich in einen rechten Winkel und kam zum Halten, als er auf ein Haus traf. Ein anderer Zug der Senseki-Linie nach Ishinomaki, der an diesem Ort angehalten wurde, fuhr rund 1,5 km vom entgleisten Zug aus weiter in Richtung Ishinomaki (Tōna-Rikuzenono). Dieser Zug hielt auf einem etwas über 10 m hohen Hügel an. Das Fahrpersonal entschied sich, auf Anraten von Einheimischen, mit den Passagieren im Zug zu bleiben, womit sie dem Tsunami entkamen und in Sicherheit waren.

### Opfer
Bis zum 20. Mai 2011 wurden 1031 Tote und 395 Vermisste, bis März 2018 1132 Tote und noch 23 weiterhin Vermisste gezählt.
Gemessen an der Gesamtbevölkerung Higashimatsushimas, die bei der Volkszählung von 2010 mit 42.903 angegeben worden war, betrug die Opferrate durch die Katastrophe von 2011 2,7 %, wenn alle in dem 157. FDMA-Schadensbericht vom 7. März 2018 registrierten Toten und Vermissten berücksichtigt werden beziehungsweise 2,53 %, wenn die in dem 153. FDMA-Schadensbericht vom 8. März 2016 registrierten Opfer (1.129 Tote und 23 Vermisste) abzüglich der von der Wiederaufbaubehörde (Reconstruction Agency, RA) gemeldeten katastrophenbedingten Todesfälle berücksichtigt werden, wodurch sich eine Zahl von 1.086 Toten und Vermissten ergibt. Mit der gleichen Datengrundlage, aber allein auf das Überflutungsgebiet des Tsunamis in Higashimatsushima bezogen, das eine Fläche von 37 km2 umfasste, ergab sich eine Opferquote von 3,19 %.
Die meisten Todesopfer in Higashimatsushima hatte das Nobiru-Gebiet zu beklagen. Je nach Quelle starben in Nobiru 323 oder 500 Menschen.
Im gesamten Großraum Ishinomaki, zu dem neben Higashimatsushima und seiner Nachbarstadt Ishinomaki auch Onagawa zählt, lebten zum Zeitpunkt der Katastrophe annähernd 220.000 Menschen, von denen 5300 durch die Katastrophe getötet wurden und rund 700 vermisst blieben.
| Gebiet in Higashimatsushima | Einwohner 1 | Todesopfer 2 | Todesopfer 2 | Tsunami 3                 | Tsunami 3           | Entfernung zur nächsten Evakuierungsstätte [m] 4 |
| Gebiet in Higashimatsushima | Einwohner 1 | Anzahl       | Rate [%]     | Max. Überflutungshöhe [m] | Ankunftszeit [min.] | Entfernung zur nächsten Evakuierungsstätte [m] 4 |
| --------------------------- | ----------- | ------------ | ------------ | ------------------------- | ------------------- | ------------------------------------------------ |
| Nobiru                      | 2.527       | 323          | 12,78        | 7,93                      | 62                  | 4.368                                            |
| Ōmagari                     | 7.019       | 313          | 4,46         | 4,57                      | 62                  | 3.394                                            |
| Yamoto                      | 12.736      | 83           | 0,65         | 0,78                      | 62                  | 679                                              |
| Akai                        | 7.424       | 35           | 0,47         | 0,78                      | 62                  | 2.128                                            |
| Shintona                    | 1.024       | 34           | 3,32         | 2,02                      | 135                 | 3.715                                            |
| Ushiami                     | 1.812       | 17           | 0,94         | 1,63                      | 62                  | 3.930                                            |
| Miyato                      | 950         | 11           | 1,16         | 1,95                      | 132                 | 1.375                                            |

### Evakuierung
Die Stadt Higashimatsushima war für den Tsunami in besonderem Maße anfällig, weil die Wellen des Tsunamis die Stadt von vier verschiedenen Quellen angriffen: von der Küste selbst (Bucht von Ishinomaki / 石巻湾), vom Fluss Naruse (鳴瀬川), vom Tona-Kanal (東名運河) und von der Matsushima-Bucht (松島湾). Teile der Stadt, die südlich des Tona-Kanals lagen, verfügten über keinen direkten Zugang zu höherem Terrain.
Eines der ausgewiesenen „Tsunamievakuierungsgebäude“ war die eingeschossige Mehrzweck- oder Sporthalle einer Grundschule. Zwar befand sich die Grundschule selbst in einem benachbarten, dreigeschossigen Gebäude mit innenliegendem Treppenhaus, deren höhere Geschosse über der Überflutungshöhe lagen, doch wurden diese nicht als vertikale Evakuierungsstätte genutzt. Schätzungsweise 200 Menschen hatten sich nach dem Erdbeben in der Sporthalle versammelt, doch bot diese keinen Schutz, als das Wasser die untere Kante der Fenster erreichte. Nur einige wenige Menschen waren in der Lage, sich auf die Vorsprünge an den Fenstern vor dem Wasser in Sicherheit zu bringen, das bis zu einer Höhe von 2,7 m in der Sporthalle anstieg. Die meisten Evakuierten kamen ums Leben. Nach dem Tsunami wurde der Boden der Mehrzweckhalle als Leichenhalle genutzt. Das Schulgelände lag am Fuße eines nahe gelegenen Hügels, wo jeder mit einem Fußweg von einigen wenigen Minuten höheres Terrain hätte erreichen können, wie dies eine neu zugezogene und noch ortsfremde Familie getan und deswegen überlebt hatte, weil sie nicht darüber informiert war, dass sie in die Sporthalle evakuieren sollte. Dieser Fall gilt als Beispiel dafür, dass gut gemeinte, aber nicht akkurate wissenschaftliche Informationen die Katastrophe am 11. März 2011 in einigen Fällen nicht minderten, sondern verschärften. Es wurde kritisiert, dass Evakuierungsstätten allein anhand von Simulationen ausgewählt wurden, da die ihnen zugrundeliegenden numerischen Modelle nur selten den tatsächlich eintretenden Ereignissen entsprechen. Das tatsächliche Überflutungsgebiet am 11. März 2011 ging über das in den Tsunamigefährundgskarten für Higashimatsushima erwartete Überflutungsareal beträchtlich hinaus. Tsunamiforscher (wie Seismologen, Ozeanographen, Geologen, Mathematiker und Bauingenieure) trugen getrennt voneinander jeweils zum Entwurf der Evakuierungspläne bei, die am 11. März 2011 in Anwendung kamen, doch starben viele Menschen unnötigerweise, weil sie auf Grundlage dieser Pläne handelten.

Galerie: Verwüstungen in Higashimatsushima nach dem Erdbeben und Tsunami vom 11. März 2011
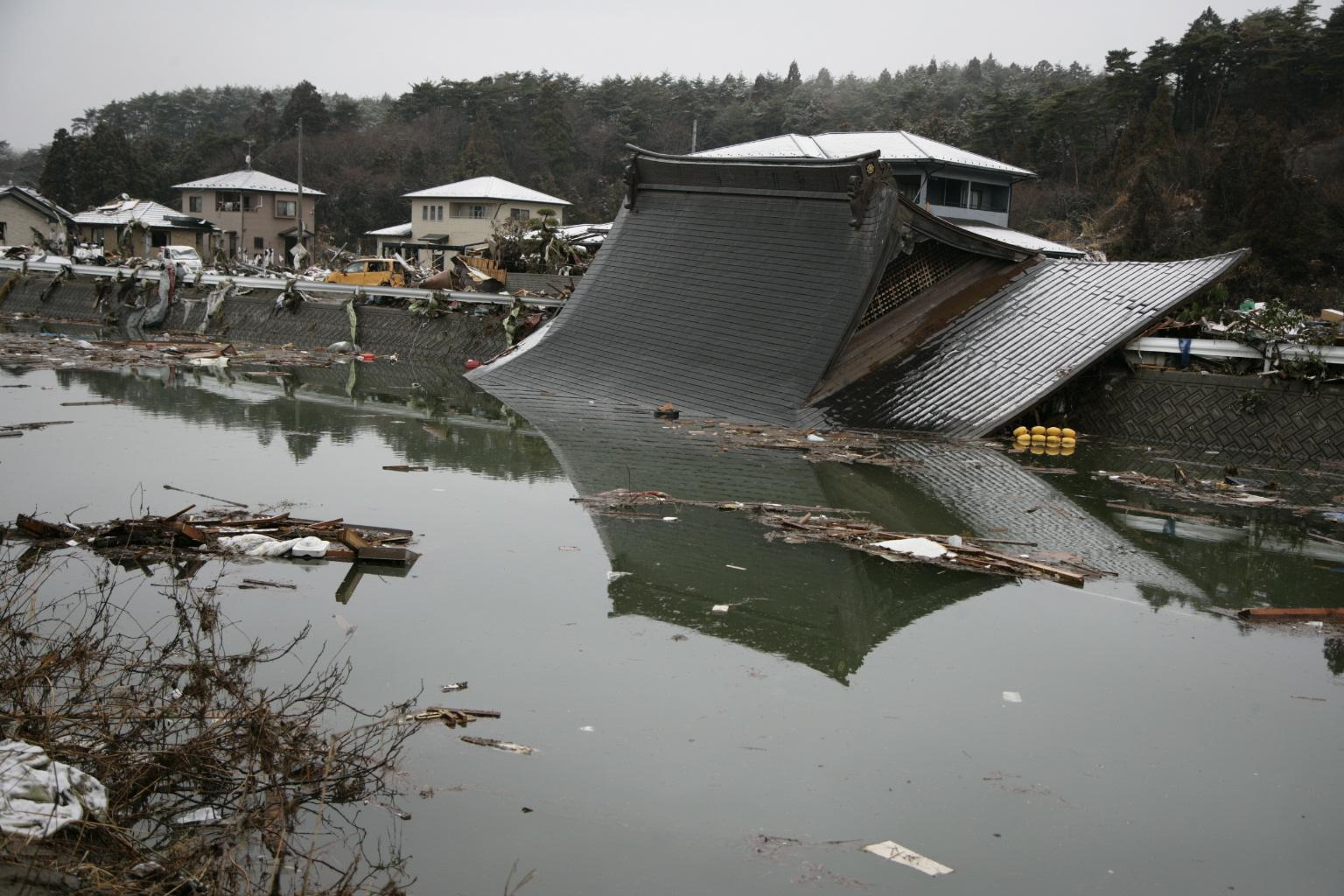
Zerstörtes Haus im Ortsteil Nobiru (野蒜) am Tona-Kanal (東名運河) (Foto: 17. März 2011)
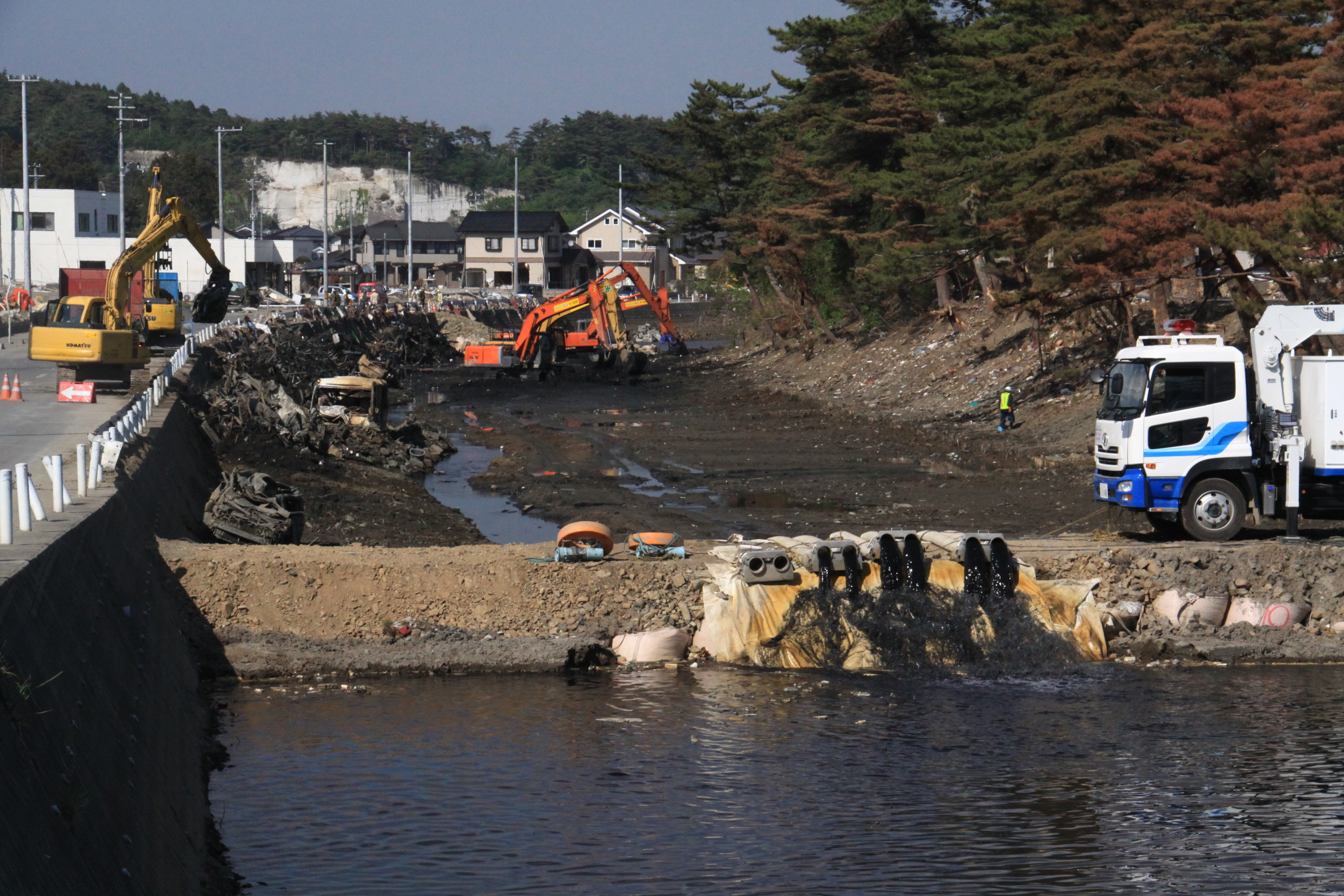
Auf der Suche nach Leichen wurde der Tona-Kanal in Nobiru vom Fluss abgedämmt, Wasser abgepumpt und Geröll aus dem Kanalbett ausgeräumt (Foto: 25. Mai 2011)
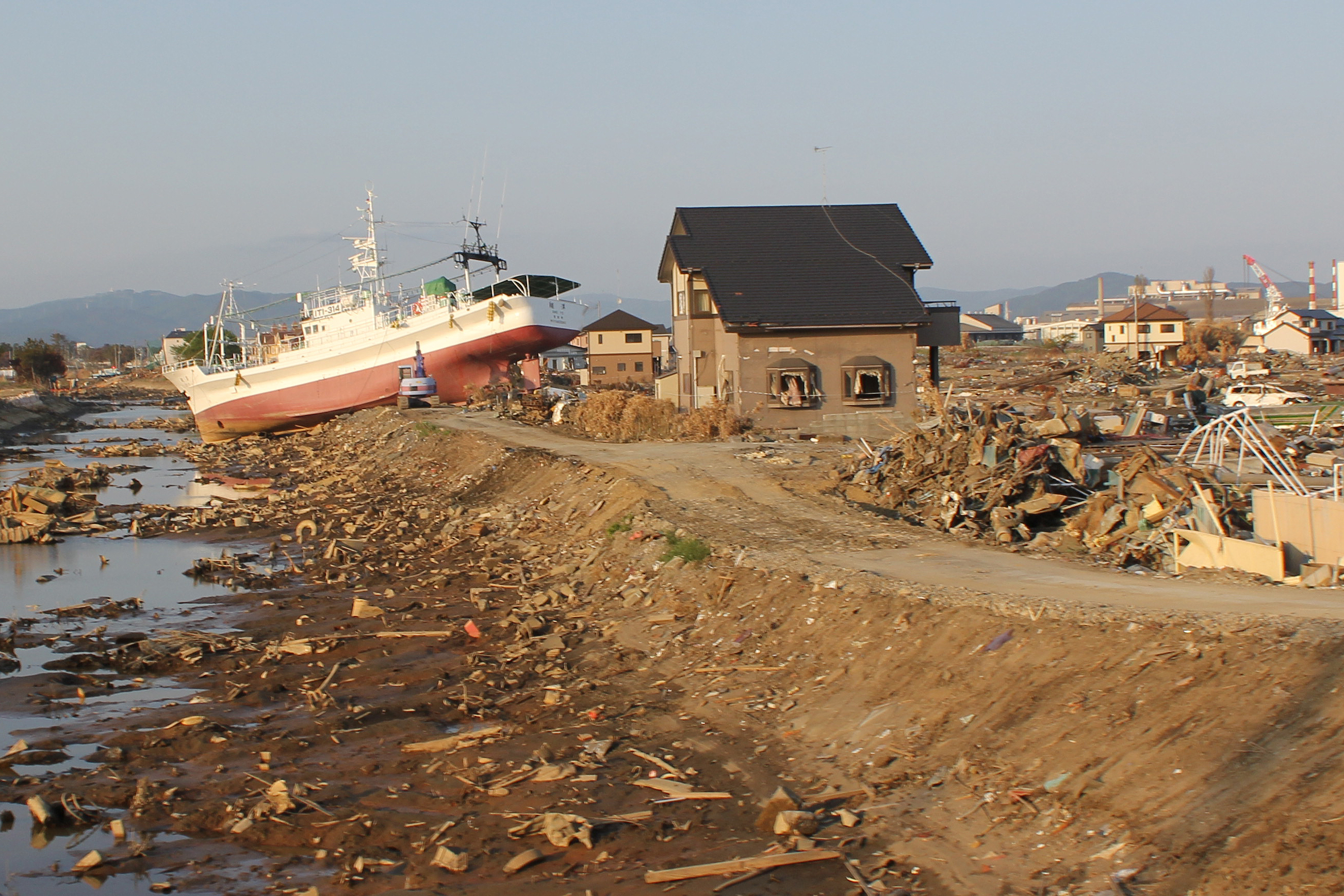
Auf dem Ufer des  Kitakami-Kanals (北上運河) gestrandetes Boot im Ortsteil Ōmagari (大曲) (Foto: 24. Mai 2011)
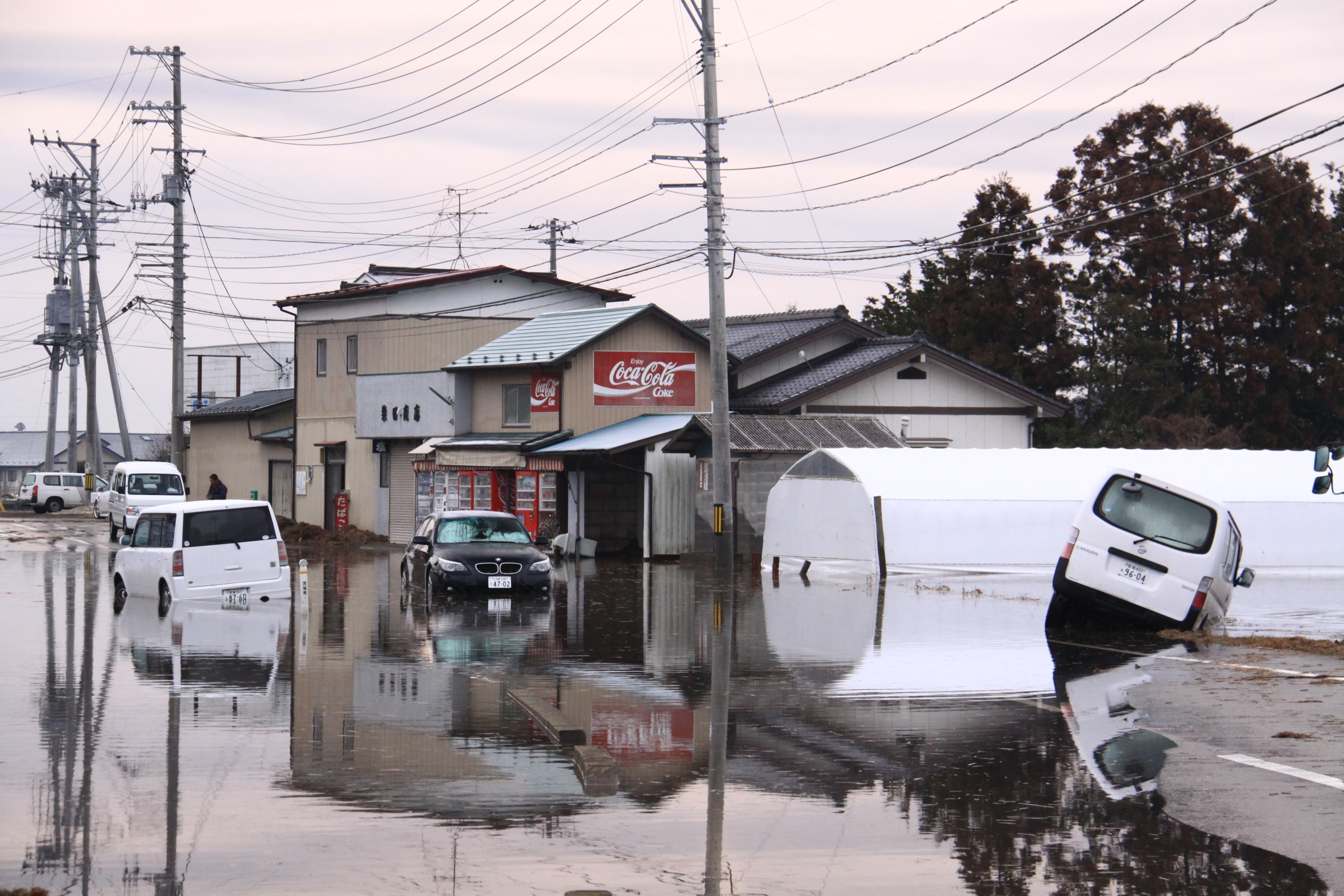
Tsunamischaden im Ortsteil Akai (赤井) (Foto: 13. März 2011)

### Wiederaufbau
Anfang August 2015 verkündete die Stadt, den früheren Bahnsteig der Station Nobiru der JR East-Bahngesellschaft abzukaufen und als Katastrophenruine zu bewahren. Die Gleise und Beschilderungen wurden in ihrem Zustand belassen und das Bahnhofsgebäude renoviert. 22 Meter weiter landeinwärts von der alten wurde eine neue Station Nobiru am 30. Mai 2015 in Betrieb genommen, als die Senseki-Linie der JR East für den Verkehr auf der gesamten Bahnstrecke geöffnet wurde. Am 1. August 2016 wurde der Gedenkpark eröffnet.

## Verkehr
- Zug:
  - JR Senseki-Linie
- Straße:
  - Sanriku-Autobahn
  - Nationalstraße 45

## Angrenzende Städte und Gemeinden

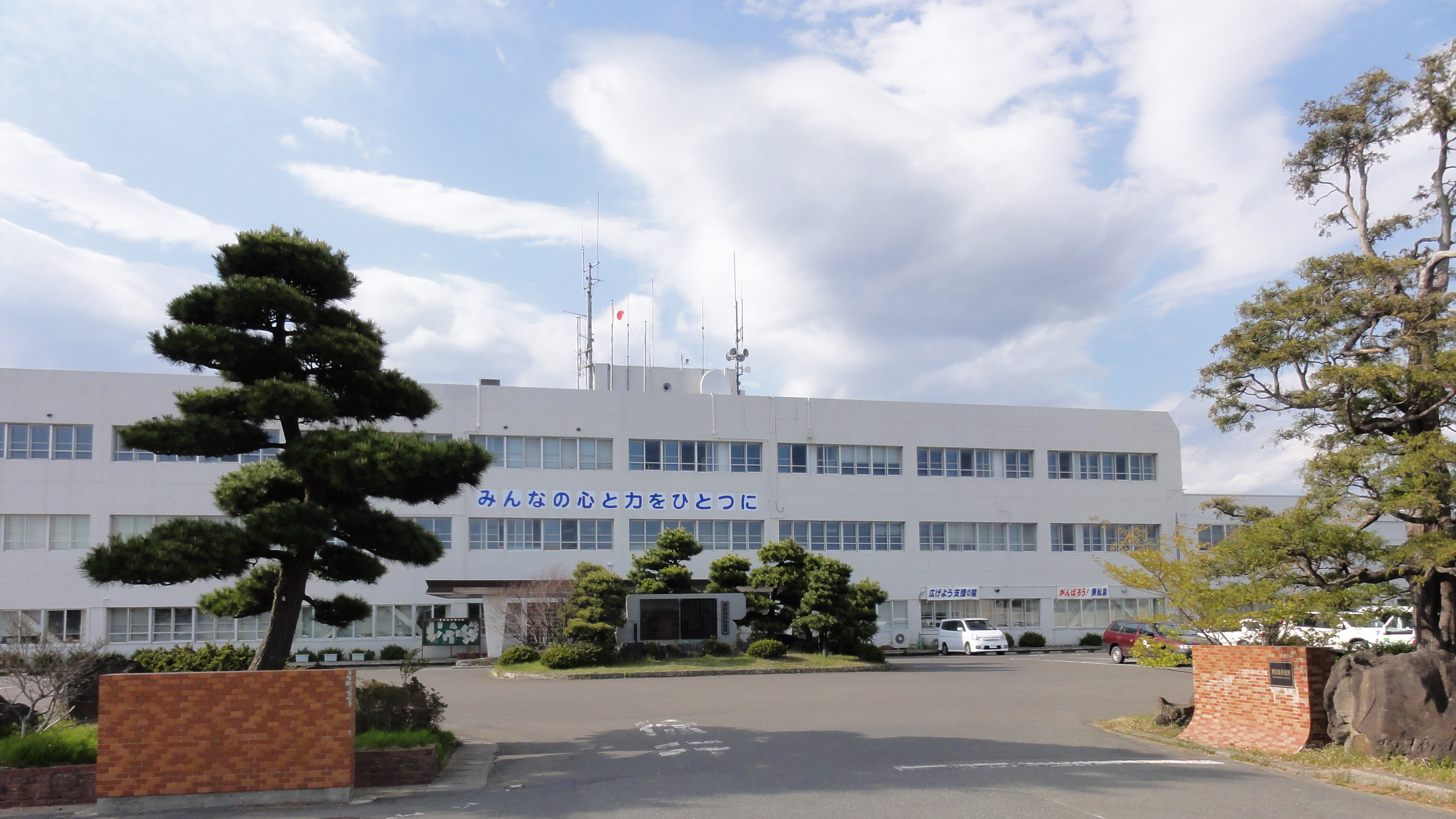
Rathaus von Higashimatsushima, Präfektur Miyagi, Japan

- Ishinomaki
- Matsushima
- Misato